# Alessandro Leopardi
Alessandro Leopardi (parfois appelé Leopardo, connu aussi sous le nom d'Alessandro del Cavallo) né à Venise vers 1465 et mort dans cette même ville en 1522 ou 1523 est un sculpteur, fondeur de bronze et architecte vénitien. 

## Biographie
Leopardi est né et mort à Venise. Il est évoqué pour la première fois en 1482, date à laquelle il aurait travaillé à la Monnaie. Il était autrefois réputé pour avoir conçu le monument sépulcral du doge Andrea Vendramin qui se trouve aujourd'hui dans l'église de San Giovanni e Paolo, mais il est généralement admis que c'est l'œuvre de Tullio Lombardo, bien que Leopardi ait pu fournir quelques croquis.

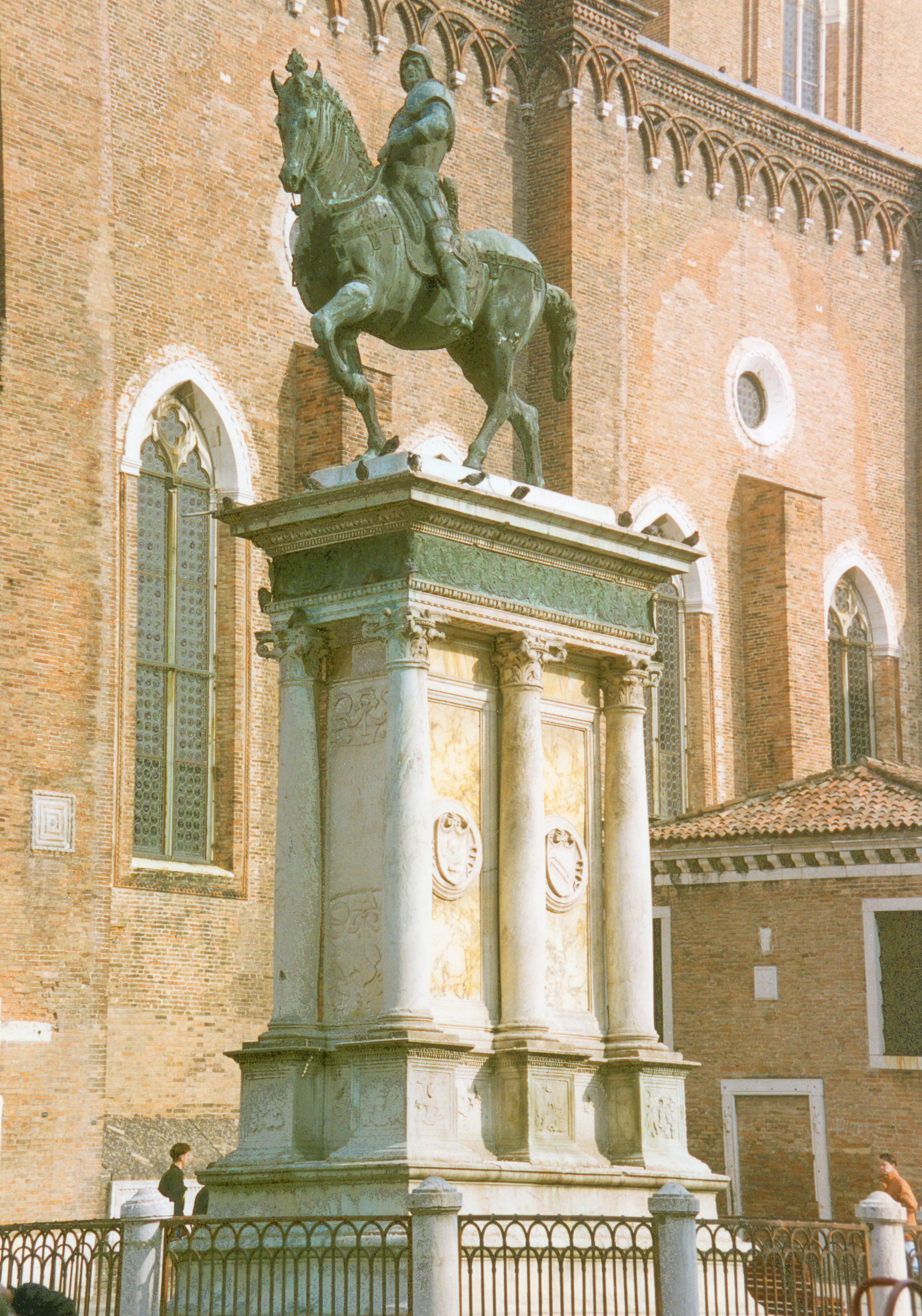
Statue de Bartolomeo Colleoni sur le piédestal réalisée pour lui par Leopardi.

En 1479, il soumit un modèle au concours initié par la Signoria de Venise qui souhaitait ériger un monument équestre à Bartolomeo Colleoni. Trois sculpteurs soumirent des modèles dont Andrea del Verrocchio, à qui le contrat fut attribué. Le condottiere avait en effet souhaité dans son testament que Venise construise un monument en son honneur.
Leopardi fut exilé pendant cinq ans à la suite d'une accusation de fraude en 1487 mais il est rappelé en 1490 par le Sénat pour terminer l'impressionnante statue de Bartolomeo Colleoni, dont la conception avait été confiée à Andrea del Verrocchio. Ce dernier avait réalisé le modèle en argile à Venise mais mourut en 1488, avant que le modèle ne soit coulé en bronze. Il avait souhaité dans son testament que son élève, Lorenzo di Credi, soit engagé pour terminer le travail en coulant le bronze, mais les Vénitiens choisirent finalement Leopardi en 1490 pour cette opération. Ce dernier fit également le piédestal sur lequel se trouve la statue. Son nom est inscrit en latin sur la tour de poitrine du cheval : « ALEXANDER. LEOPARDUS. V. P. OPUS », de sorte que les premières autorités pensèrent que ce travail était entièrement le sien. Bien que John Pope-Hennessy ait pensé que si Verrochio l'avait terminé lui-même, il aurait été encore plus fin, ce travail est universellement admiré. Lorsque Colleoni légua l'argent pour sa statue, il stipula qu'elle devrait être érigée sur la place Saint-Marc, mais l'État vénitien ne pouvait pas le permettre et fit un compromis en l'installant près de la Scuola San Marco à l'extérieur de l'église SS Giovanni è Paolo, où elle se dresse aujourd'hui.
Leopardi a travaillé entre 1503 et 1505 sur la chapelle du cardinal Zeno à la basilique Saint-Marc, achevée en 1515 par Antonio Lombardo et Tullio Lombardo.

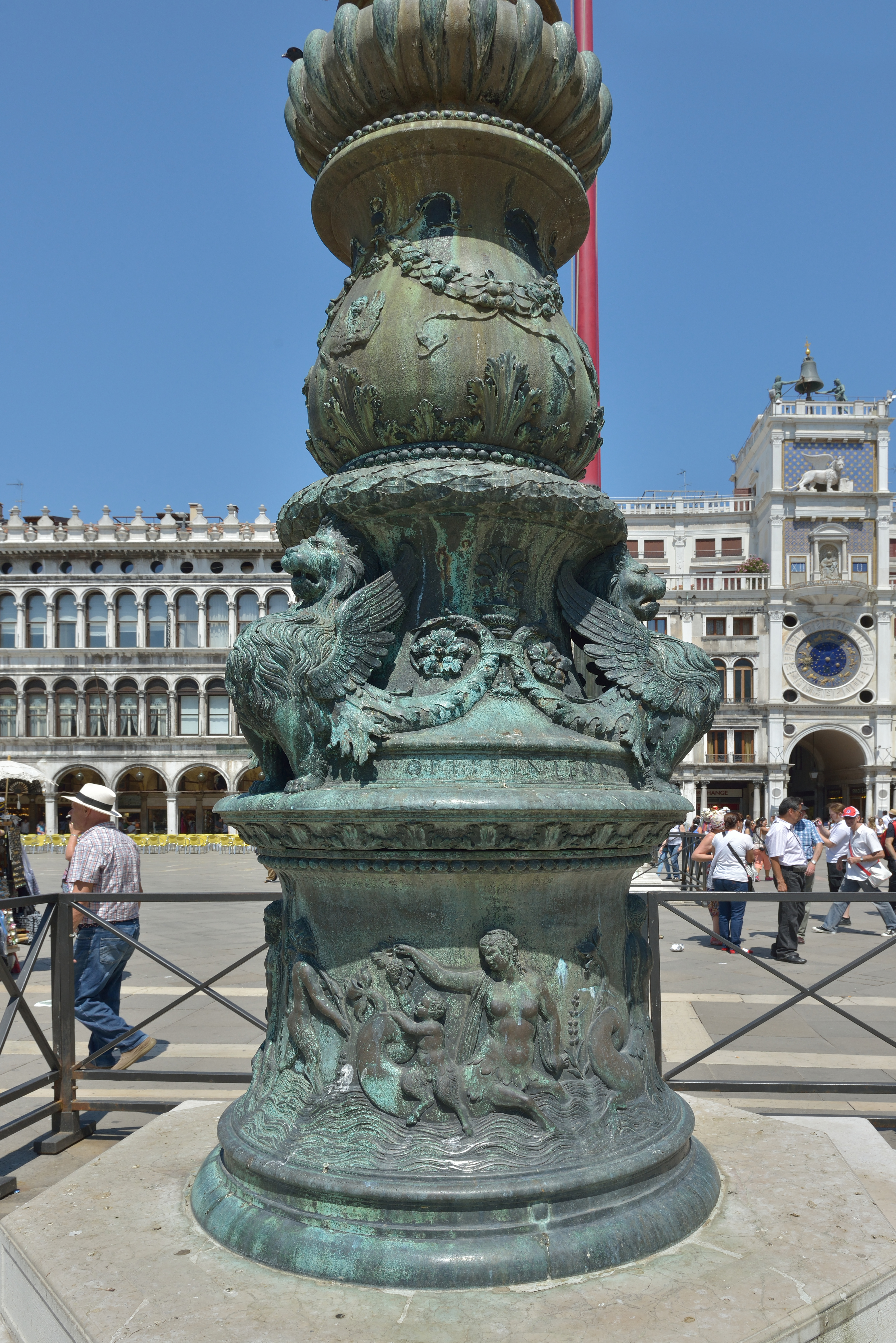
Base du mât de la place Saint-Marc

En 1505, il conçut et fondit les bases en bronze, décorées en haut-relief, des trois grands mâts de la place Saint-Marc. Chaque base est différente et celle au centre comporte sur un médaillon un profil du doge Leonardo Loredan.
Son projet pour la reconstruction de la Scuola Vecchia della Misericordia à Venise a été provisoirement acceptée par la Scuola en 1507, mais peu de progrès furent réalisés sur ce projet et en 1531, après la mort de Leopardi, son projet fut remplacé par celui de Sansovino, bien que celui ci n'ait jamais non plus été achevé,,.
Plus tard, Leopardi fut engagé pour la nouvelle église de Santa Giustina à Padoue. 
Après l'incendie désastreux du quartier du Rialto en janvier 1514, il fut l'un des quatre architectes qui soumirent des projets pour la reconstruction des lieux, mais c'est Antonio Abbondi, dit Lo Scarpagnino, qui fut choisi.

### Livres mentionnés
- (en) Deborah Howard, Jacopo Sansovino Architecture and Patronage in Renaissance Venice, Yale University Press, 1975.
- (it) Giulio Lorenzetti, Venezia e il suo estuario : guida storico-artistica (1re éd. 1926).
- (it) Guido Perocco et Antonio Salvadori, Civiltà di Venezia, vol. 2, Venise, 1987, 3e éd., « Il Rinascimento. ».
- (en) John Pape-Hennessy, Italian Renaissance Sculpture, Londres, 1958.